# Elsa Kövesházi-Kalmár

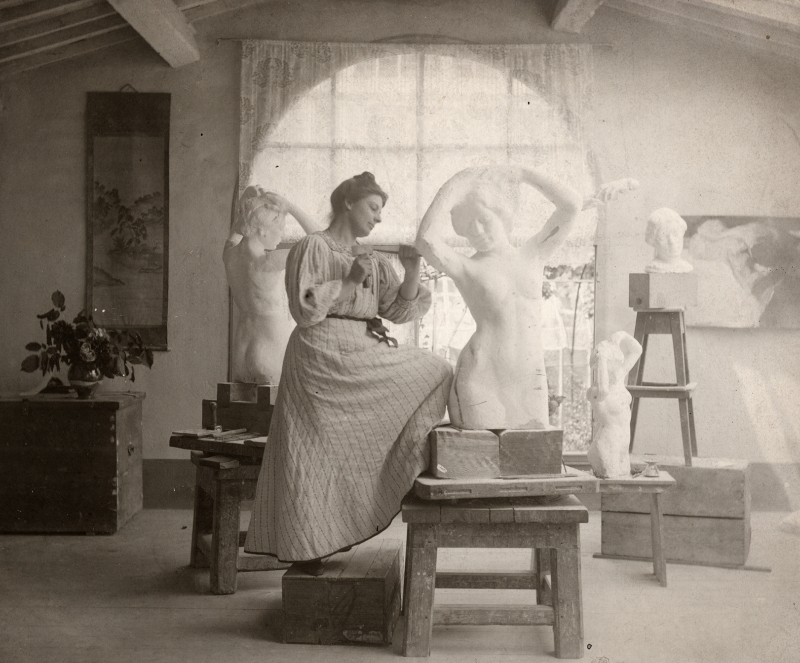
Elsa von Kalmár in ihrem Atelier, vor 1910

Elsa Kövesházi-Kalmár, andere Schreibweisen: Elsa von Kalmár, Elza Kalmár de Kövesházi, Elza De Kövesházi, Elza Kalmár, Elza Kalmár de Kövesháza, Elza De Kövesháza, Elza Kalmár Kövesháza, Elza Kövesházy-Kalmár, Elza Kövesházy (* 1. Jänner 1876 in Wien-Hietzing; † 3. September 1956 in Budapest), war eine österreichisch-ungarische Bildhauerin, Lithographin und Kunstgewerblerin.

## Leben

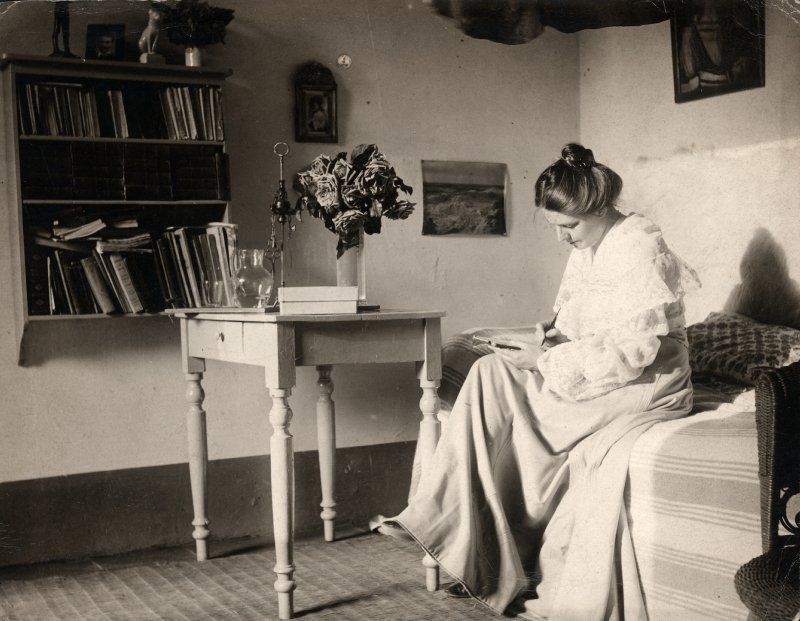
Elsa von Kalmár, 1903

Elsa von Kalmár war eine Tochter des österreichischen Vizeadmirals Alexander von Kalmár (1838–1919) und der Ungarin Borbála Orosz. Sie wurde in Wien geboren und wuchs dort mehrsprachig auf. Mit 16 Jahren erhielt sie erstmals künstlerischen Unterricht bei Hugo Löffler in Wien. Weiteren Unterricht erhielt sie an der Münchener Damenakademie bei Friedrich Fehr und Ludwig Schmidt-Reute. In der Künstlerkolonie Neu-Dachau bei München besuchte sie mehrere Kurse bei Adolf Hölzel. 1896 wandte sie sich der Bildhauerei zu und wurde 1896/1898–1900 Schülerin von Hermann Hahn in München. Danach kehrte sie nach Wien zurück, dort hatte sie ein Atelier am Hietzinger Kai 182 (184?), ihre Wohnadresse lautete Bassiggasse 30, 1130 Wien.
Kleinplastiken und kunstgewerbliche Gegenstände waren ihre ersten Werke, es folgten Großplastiken und Porträtbüsten, Akte und Reliefs aus Gips, Bronze sowie auch Lithographien, die dem Jugendstil verpflichtet sind. Die Herstellung von Kleinplastiken war ihrer ökonomischen Situation geschuldet, da besser verkäuflich.
1900 reiste sie nach Paris, um die Weltausstellung sowie eine Ausstellung Auguste Rodins anzusehen, die sie stark beeindruckte. In der Folgezeit hielt sie sich für längere Phasen in Florenz auf (1901, 1902–1903 und 1905–1909; 1907–1908 lautete ihre Adresse Settignano bei Florenz), u. a. bei der ungarischen Schriftstellerin Renée Erdős, um Skulpturen der italienischen Frührenaissance zu studieren, aber auch, weil ihre Familie sie 1905 aufgrund der Geburt ihrer unehelichen Tochter Agnes verstoßen hatte. Vater war der im selben Jahr verstorbene Edgar Freiherr Karg von Bebenburg (1872–1905), dessen Grabmal sie gestaltete. 1904 gab sie im Katalog einer Ausstellung Murnau als Wohnort an.
1906 änderte sie ihren Namen in Elsa Kövesházi-Kalmár. Zeitweise unterrichtete sie Kinder im Alter von 6 bis 14 Jahren an der „Malschule Irma von Duczynska und Imre Simai“ für Frauen und Kinder, die die Künstlerin Irma von Duczynska, wohl auch zeitweise ihre Atelierkollegin in Florenz, 1909–1914 in Wien mit dem ungarischen Bildhauer und Maler Imre Simay (1874–1955) in Wien gegründet hatte.
Für die Zeit von 1912 bis 1914 zog sie nach Paris, wo sie sich hölzernen Skulpturen widmete.
Im Ersten Weltkrieg arbeitete sie mehr als zwei Jahre als Krankenschwester in Albanien und Montenegro. Nach dem Krieg hielt sie sich eine Weile in Salzburg auf und zog schließlich 1920 nach Budapest, wo sie bis zu ihrem Tod lebte. Sie beteiligte sich weiterhin an Ausstellungen und an Ausschreibungen wie z. B. mit der Architektin Géza Márkus am Wettbewerb des Kossuth-Mausoleums, an dessen Gestaltung sie mitwirkte. 1924 wurde sie mit dem Tolnaipreis für die Skulptur Der gefallene Held ausgezeichnet. Sie gewann 1930 die Ausschreibung der Skulptur des Dramatikers Imre Madách für das Pantheon auf dem Szeged-Domplatz, jedoch konnte sie an ihren Erfolg der Vorkriegszeit nicht mehr anknüpfen.

## Künstlerisches Wirken
Ihre Arbeiten decken viele Gattungen und Techniken ab. Sie schuf Grafiken, Kunstobjekte, Skulpturen aus Holz, Bronze, Kupfer, Majolika, Keramik und Marmor, Grabmäler, Brunnen- und Mausoleen, gefasste Wachsminiaturen. Stilistisch sind sie dem Jugendstil und dem Art déco zuzuordnen. Eine ihrer wichtigsten Inspirationen war Tanz und Bewegung, etwa durch Isadora Duncan, später auch angeregt von Fotografien ihrer Tochter Agnes Kövesházi, die Tänzerin und Choreographin wurde. Für die Aufführungen des „Essentiellen Theaters“, wo diese als Solotänzerin auftrat, entwarf sie in der zweiten Hälfte der 1920er Jahre auch Bühnenbilder und Kostüme.
Sie lieferte außerdem Entwürfe für die künstlerische Keramikwerkstatt von Miklós Ligeti, die Wiener Werkstätte sowie für die Porzellanmanufaktur Herend. In den 1930er Jahren kämpfte jedoch sie mit existenziellen Sorgen, sodass sie 57-jährig noch das Schusterhandwerk erlernte. 1936 war bei ihr eingebrochen worden, woraufhin ein Pressefotograf in ihrer Kellerwerkstatt ihre Skulpturen entdeckte und ein Foto von ihr machte. Eine Zeitung titelte: „Flickschusterin und Bildhauerin zugleich“.

## Ausstellungsbeteiligungen
Bereits 1899 zeigte sie eine Bronzeskulptur bei einer Ausstellung in der Vereinigung bildender Künstler in der Wiener Secession, weitere Exponate ebenda in 1900, 1901, 1903 und 1905. 1901 rief ihre in der Secession ausgestellte Aktskulptur in Marmor, die ihr stark ähnlich sah, einen Skandal hervor. Ab 1909 stellte sie beim Hagenbund aus.
Ihre Arbeiten wurden in Wien auch im Österreichischen Museum für Kunst und Industrie und in Ausstellungen der Vereinigung bildender Künstlerinnen Österreichs gezeigt. Ihre erste Kollektivausstellung fand 1904 in der Galerie Miethke in Wien statt, die zweite 1909 im Kunstsalon Heller in Wien gemeinsam mit Werken von Lovis Corinth.
Ab 1900 beteiligte sie sich zudem an internationalen Ausstellungen in Ungarn und im Ausland. Nach dem Ersten Weltkrieg lässt sich ihr wachsender Erfolg anhand zahlreicher Ausstellungsbeteiligungen ablesen, z. B. in Oslo 1923, Wien 1924, Fiume und Florenz 1927, Genf 1929, Washington 1930. 1923 organisierte sie eine Sammlungsausstellung im Schlossmuseum Helikon in Keszthely.

## Mitgliedschaften in Künstlervereinigungen
Ab 1907 war sie Mitglied der Künstlervereinigung „Kéve“, ab 1925 der „Vereinigung intellektueller Künstler“ und ab 1926 der „Neuen Künstlervereinigung“. Beim Hagenbund wurde sie 1925–1926 Mitglied und ab 1928 gewähltes korrespondierendes Auslandsmitglied des Hagenbundes. Mitarbeit im Präsidialrat der Nationalen Vereinigung ungarischer Künstler.

## Werke (Auswahl)
- Stock mit Silbergriff
- Bronzevase
- Mephisto (Bronzefigürchen)
- Kranich (Bronze)
- Mutter und Kind (Sandsteinrelief)

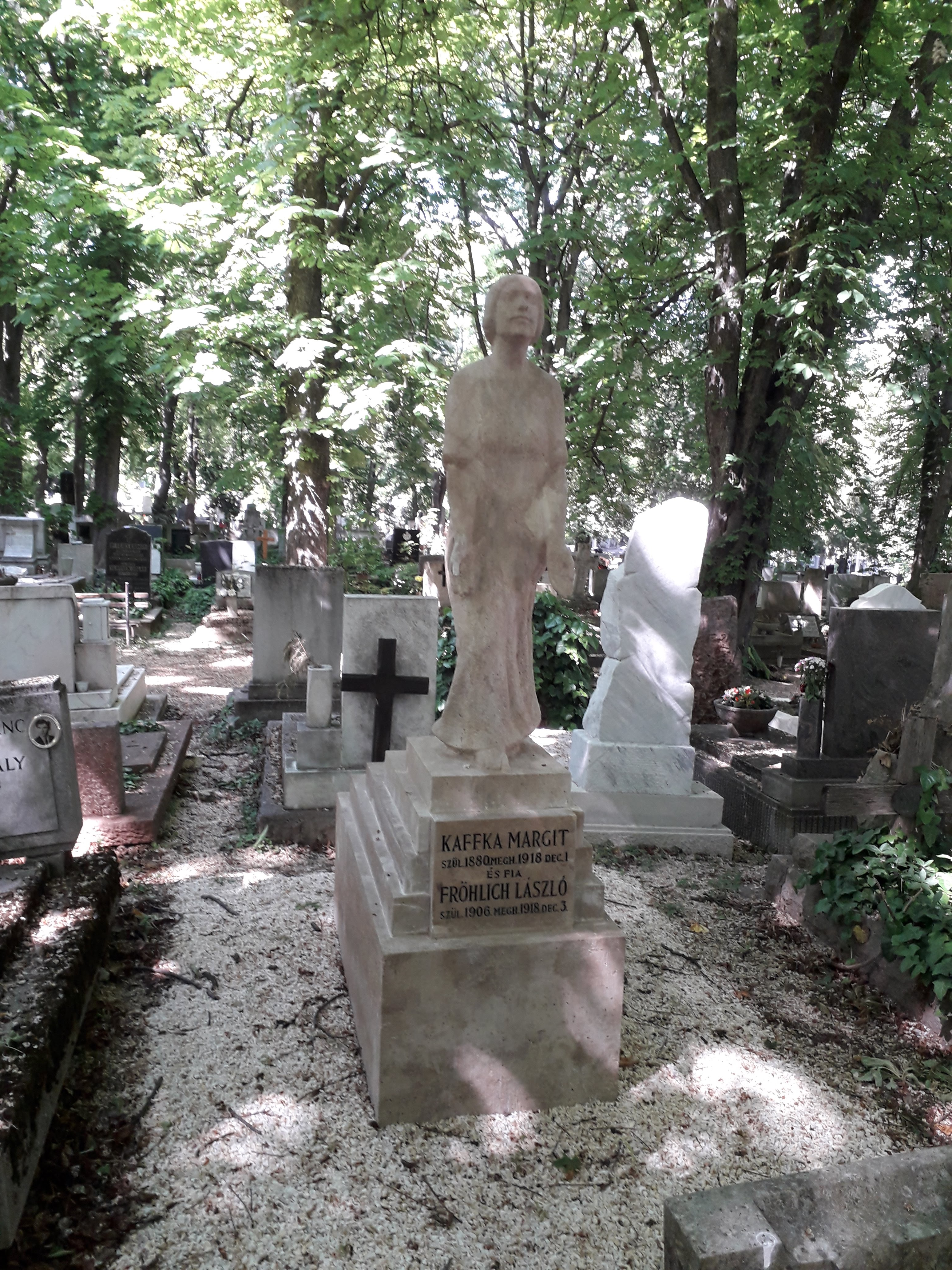
Grabdenkmal für Margit Kaffka in Budapest (1918)

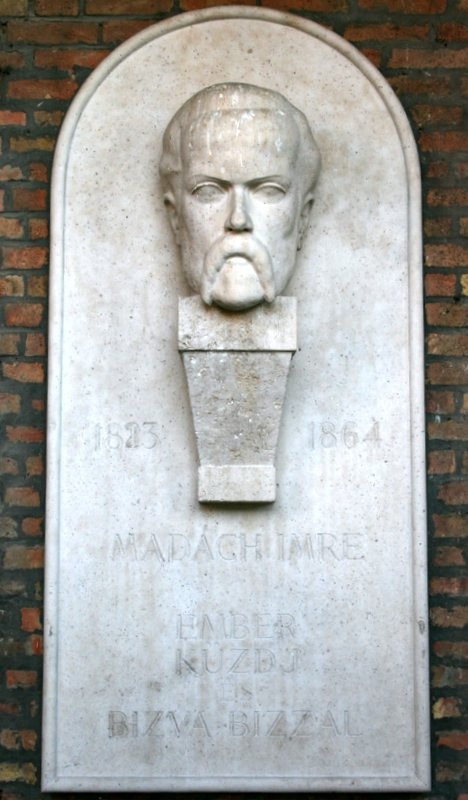
Büste von Imre Madách in Szeged (1930)

- Bogenschütze (Bronze), 1900, Ungarische Nationalgalerie, Budapest
- Gaudi (Bronzedoppelfigur), 1900
- Faun (Petschaft), 1901
- Nackte (Marmor), 1901, Szépművészeti Múzeum
- Verzweiflung (Zinnguss)
- Schalenträgerin (Bronze)
- Meerweib mit Seehund (Gips)
- Porträtbüste Nikolaus Horthy (Bronze)
- Porträtbüste Hermann Bahr (Gips)
- Salome (Bronze), 1903
- Page und Dame (Bronze), 1903
- Gaudi (Bronze-Doppelfigur)
- Blumenbouquet, Keramik, ca. 1910
- Mönchsgeier, Keramik, ca. 1910, MAK, Wien
- Porträtbüste des Burgschauspielers Josef Kainz 1912, Marmor, Burgtheater, Wien
- Der Kuss (Bronze)
- Sehnsucht (Marmorfigur)
- Grabskulptur für Margit Kaffka und Sohn, Farkasréti temető, Budapest, 1918
- Gefallener Held
- Kopf eines Kindes (Gips)
- Kinderporträt (Keramik)
- Weibliche Studie (Terrakotta)
- Tanzkomposition (Alabaster), ca. 1926, Ungarische Nationalgalerie, Budapest
- Atemtanz (Gips), ca. 1928, Ungarische Nationalgalerie, Budapest
- Tänzerin (Bronze)
- Mädchen, sein Haar ordnend (Marmor)
- Mädchenakt (Marmor)
- Büste von Imre Madách, 1930, Szeged
- Mutter mit Kind (Bronze), 1931, Ungarische Nationalgalerie, Budapest

## Gruppenausstellungen (Auswahl)
- 1901: Königsbasar, Ausstellung des Freundeskreises der Kunst [mit Néndor Katona und Pél Szinyei Merse], Budapest
- 1904: Galerie Miethke [mit Raffaelli], Wien
- 1909: Buchsalon Kálmán [mit Ferenc Olgyay], Budapest
- 1988: Szent István Király Múzeum, Székesfehérvár
- 1946: Bewegung für Ungarische Kunstausstellung I, Ernst Museum, Budapest
- 1947: Ausstellung von fünfzig Künstlern, Nationaler Salon, Budapest
- 1950: 1. Ungarische Kunstausstellung, Kunstgalerie, Budapest
- 1954: Ungarische Ausstellung von Druckgrafik und Grafik von 1800 bis 1954, Ernst Museum, Budapest

### Posthum
- 1965: Kunst der Jahrhundertwende, Kiss Gallery, Székesfehérvár
- 1984: Der Schuppen. Kunstverein Anfang des 19. Jahrhunderts, Kecskemét Gallery, Kecskemét
- 1988: Kövesházi Kalmár Elza 1876–1956 emlékkiállitás. Gedächtnisausstellung. István Király Múzeum, Székesfehérvár, Ungarn
- 1999:  Unser 20. Jahrhundert, Szent István Király Múzeum, Kiss Gallery, Székesfehérvár
- 2014/2015: „Hagenbund – Ein europäisches Netzwerk der Moderne (1900 bis 1938).“ Österreichische Galerie Belvedere, Wien
- 2015: „6 Ungarn im Hagenbund“. Galerie UngArt, Collegium Hungaricum, Wien
- 2019: „Stadt der Frauen. Künstlerinnen in Wien von 1900 bis 1938.“ Österreichische Galerie Belvedere, Wien

## Werke in öffentlichen Sammlungen
- Metropolitan Gallery, Budapest
- Museum für Angewandte Kunst, Budapest
- Ungarische Nationalgalerie, Budapest
- Ungarisches Nationalmuseum, Budapest
- Galleria d’Arte Moderna, Mailand
- Museum für Angewandte Kunst, Wien

## Auszeichnungen
- 1924: Tolnai-Preis bei der Frühjahrsausstellung der Kunsthalle
- 1926: Silberdiplom der Church Art Exhibition, National Salon
- 1926: Silbermedaille auf der Weltausstellung in Philadelphia
- 1927: Auszeichnung der Frühjahrsausstellung der New Society of Fine Artists, National Salon
- 1937: Silber- sowie Bronzemedaille auf der Weltausstellung in Paris